# Lukanus marterad
"Lukanus marterad" är en dikt av den svenske författaren och poeten Viktor Rydberg. Den trycktes först i Rydbergs Dikter 2. Örjan Lindberger har kallat dikten för "stor och gripande", och Olof Lagercrantz för en av Rydbergs största dikter. 

## Handling och form
Den stoiske skalden Marcus Annæus Lucanus, som dikten är döpt efter, ska i dikten avrättas, efter att ha förlorat kejsar Neros gunst. Väl på dödsbänken fördömer han sin tidigare diktnings passivitet, och förespråkar i stället en mer aktivistisk litteratur. Detta får Hedberg att beskriva dikten som Rydbergs programförklaring.
Jämfört med andra av Rydbergs dikter har den ett ovanligt explicit fokus på den mänskliga kroppen och en kompromisslöshet som nästan bara motsvaras av förordet till Den siste athenaren. Dikten består av sju strofer. Den första upplagan fördelade dessa sju strofer på fyra sidor.

## Reception
Dikten beskrivs av litteraturvetaren Andreas Hedberg som en av Rydbergs oftast citerade och beskrivna, samt en del av "den svenska litteraturhistoriens kanoniserade verk". Örjan Lindberger kallar den i sin avhandling för en "stor och gripande dikt," och Olof Lagercrantz för en av Rydbergs största dikter. Marxisten Per Meurling läser dikten som att Rydberg däri ångerfullt anklagar sig själv för att "ha svikit sin revolutionära uppgift i den sociala kampen."